# کنفدراسیون آلمان
کنفدراسیون آلمان (به آلمانی: Deutscher Bund) اتحادیه‌ای بود که پس از کنگره وین در ۱۸۱۵ میلادی میان ایالت‌های آلمانی‌زبان اروپای مرکزی پدید آمد. این کنفدراسیون به صورت حائلی میان پروس و امپراتوری اتریش جای گرفته بود.
بریتانیا موافق و مشوق برپایی این کنفدراسیون در اروپای مرکزی بود تا هم در منطقه آرامشی برقرار سازد و هم در برابر توسعه‌طلبی فرانسه و روسیه در دو سوی سرزمین‌های آلمانی‌نشین ایستادگی کند.
کنگره وین در ۱۸۱۵ با تأکید بر اصل مشروعیت، راه را برای بازگشت خاندان سلطنتی به شهریارنشین‌های آلمانی هموار کرد، ولی به جای ۳۵۰ شهریارنشین تنها ۳۸ شهریارنشین خودمختار در یک کنفدراسیون به رهبری اتریش گردهم آمدند. از این پس دیت یا مجلس نمایندگان این کنفدراسیون در فرانکفورت محلی برای رقابت دو کشور اصلی آن، یعنی اتریش و پروس، برای افزایش نفوذ سیاسی و اقتصادی خود و همچنین سرکوب جنبش‌های انقلابی شد.
از ۱۸۱۸ جنبش‌های ملی‌گرایی در بین دانشجویانی که در جنگ‌های ناپلئونی علیه فرانسه شرکت کرده بودند بروز کرد ولی تا ۱۸۳۰ مجالی برای مخالفت با استبداد سلطنتی پیدا نکردند. سوء قصد به جان شهریار ناسو بهانه لازم را به دست مترنیخ صدراعظم اتریش داد تا طی کنفرانس کالسباد در ۱۸۱۹ و وین در ۱۸۲۰ مجوز لازم برای سرکوب جنبش و لغو قانون اساسی ایالات جنوبی را به دست آورد.
انقلاب‌های ۱۸۳۰ در فرانسه (انقلاب ژوئیه) و دیگر کشورها آزادی‌خواهان آلمانی را به جنبش درآورد تا اینکه شهریارنشین‌های آلمانی نیز مجبور به اعطای قانون اساسی و پاره‌ای از آزادی‌ها شدند. این کنفدراسیون در عمل سست و ناکارامد بود و در پی انقلاب‌های ۱۸۴۸ و رقابت‌های اتریش و پروس از میان رفت؛ ولی دوباره در ۱۸۵۰ تجدید حیات نمود. شکست انقلاب ۱۸۴۸، با اینکه منجر به برکناری مترنیخ شد موضوع وحدت آلمان را به تعویق انداخت.
رقابت‌های دو عضو نیرومند این کنفدراسیون سرانجام در ۱۸۶۶ به جنگ اتریش-پروس و فروپاشی کنفدراسیون انجامید. از خاکستر این اتحادیه کنفدراسیون آلمان شمالی پدید آمد.